# Middleton (häst)
Middleton, även känd som Chestnut Middleton, född 1822, död efter 1833, var ett engelskt fullblod, mest känd för att ha segrat i Derby Stakes (1825), i vad som skulle bli hans enda start i tävlingskarriären. Hans karriär kantades sedan av träningsproblem och avslutade tävlingskarriären som obesegrad, för att istället vara verksam som avelshingst. Han exporterades till Ryssland 1833.

## Bakgrund
Middleton var en fuxhingst efter Phantom och under Web (efter Waxy). Han föddes upp och ägdes av George Child Villiers, 5:e Earl av Jersey. Han tränades under tävlingskarriären av James Edwards.

## Karriär
Middleton tävlade endast under säsongen 1825, och tog karriärens största och enda seger i Derby Stakes.
Då han inte startat som tvååring, siktades det istället på start i det största treåringslöpet, Derby Stakes 1825. Han blev tidigt favoritspelad, då Lord Jersey och hertigen av Wellington spelat stora summor på honom. På morgonen, samma dag som löpet skulle ridas, blev Middleton utsatt för en kupp. Vadslagare hade mutat en hästskötare att få Middleton att dricka stora mängder vatten, vilket skulle göra honom tung och slö. Edwards tog dock ut Middleton på en promenad på fyra miles, vilket förbättrade hans form. Middleton startade som spelfavorit mot 17 andra hästar och vann enkelt. Både Jersey och Wellington rapporterades ha vunnit över 1000 pund på vadslagning.
Under hösten anmäldes Middleton till flera matchlöp, men startade inte efter att hans motståndare eller han själv drog sig tillbaka. Middleton började lida av en sjukdom i båtbenet, vilket gjorde honom kroniskt lam. Det visade sig att han aldrig skulle kunna tävla igen, och han avslutade tävlingskarriären för att istället vara verksam som avelshingst.

### Som avelshingst
Middleton stallades upp som avelshingst på Horse Bazaar vid Portman Square i London, där han inte fick några större framgångar. 1833 exporterades han till Ryssland. Det är inte känt när Middleton avled.

## Stamtavla
| Efter Phantom (GB) 1808 | Walton 1799   | Sir Peter Teazle | Highflyer*            |
| Efter Phantom (GB) 1808 | Walton 1799   | Sir Peter Teazle | Papillon              |
| Efter Phantom (GB) 1808 | Walton 1799   | Arethusa         | Dungannon             |
| Efter Phantom (GB) 1808 | Walton 1799   | Arethusa         | Prophet mare          |
| Efter Phantom (GB) 1808 | Julia 1799    | Whiskey          | Saltram               |
| Efter Phantom (GB) 1808 | Julia 1799    | Whiskey          | Calash                |
| Efter Phantom (GB) 1808 | Julia 1799    | Young Giantess   | Diomed                |
| Efter Phantom (GB) 1808 | Julia 1799    | Young Giantess   | Giantess              |
| Undan Web (GB) 1808     | Waxy 1790     | Potoooooooo      | Eclipse               |
| Undan Web (GB) 1808     | Waxy 1790     | Potoooooooo      | Sportsmistress        |
| Undan Web (GB) 1808     | Waxy 1790     | Maria            | Herod                 |
| Undan Web (GB) 1808     | Waxy 1790     | Maria            | Lisette               |
| Undan Web (GB) 1808     | Penelope 1798 | Trumpator        | Conductor             |
| Undan Web (GB) 1808     | Penelope 1798 | Trumpator        | Brunette              |
| Undan Web (GB) 1808     | Penelope 1798 | Prunella         | Highflyer*            |
| Undan Web (GB) 1808     | Penelope 1798 | Prunella         | Promise (Family: 1-o) |